# Agrotis preecox
Agrotis preecox là một loài bướm đêm trong họ Noctuidae.